# 王康 (1949年)
王康（1949年12月2日—2020年5月27日），中华人民共和国持不同政见者，知名民间学者、历史研究者和画家。1982年畢業於西南師範學院中文系。曾任重慶陪都文化有限公司董事長、北京光華戰略俱樂部副理事長、北京光華戰略俱樂部學術委員會主席等職務。是唐君毅的外甥。

## 生平
1949年12月出生于中国重庆龙隐路，一面山坡上面，外面是嘉陵江；王康排行老么，上有一個哥哥，兩個姐姐；出生不到一个月，父亲（毕业于四川大学物理系）被捕，一直到1980年放出。1957年11月27日在重庆渣滓洞广场上加入中国少年先锋队，小学就读于重庆沙坪坝工农村小学，中学就读于重庆第一中学。
1978年考入重庆北碚西南师范学院中文系（现西南大学前身），在校期间成立文学小组。
1989六四事件爆发后，王康一直处于流亡之中，1993年，在“流亡”途中，他写下中国九十年代惟一一部究诘中国道路的政论片，曾引起中国最高层和思想界以及海外媒体强烈关注。1994年，又成立了重庆陪都文化有限公司 （页面存档备份，存于）。在1996年、1999年，“流亡”途中的王康又两度参予有关台湾问题和国家统一的专题片，并任总撰稿。
2005年6月、2007年11月，凤凰卫视的“世纪大讲坛”分别邀请他在北大作le 《世纪大讲坛：俄罗斯的道路》、《世纪大讲坛：俄罗斯的精神与梦想》演讲。他引领重庆陪都文化有限公司，通数家电视台合作，先后拍摄了五集电视政论片《大道》，《抗战陪都》，《卢作孚》，《中美西部开发启示录》，《重庆大轰炸》等电视政论片。
2009年，王康邀请数十名著名画家，画了一千多个人物，其中有抗日阵亡的少将军衔以上的全部将领242人，阵亡将领中240名是国民党军人，不论共产党的将领还是国民党的将领。王康说，“抗日战争是全民参与而取得胜利的战争，不能因维护一党专政的统治地位而不择手段来扭曲历史和埋没英雄，在抗战期间，中国有200多名战死沙场的将领没有多少人知道他们的姓名，党派之争不能把民族英雄作为牺牲品，为了恢复民族元气，组织了几十名画家花了五年半时间，为在抗日战争中牺牲的200多名国军将领画像”。这就是王康组织创作、国民党主席连战亲笔题词的巨型长卷史诗国画《浩气长流》 （页面存档备份，存于）。
2012年前中共重慶市委書記薄熙來案發生後，王康多次透過外國媒體發佈訊息，包括對路透社透露薄熙來與其妻谷開來夫婦關係不正常、谷開來曾與海伍德過從甚密等消息，對《泰晤士報》透露谷開來與海伍德有超友誼關係，對《每日電訊報》透露海伍德威脅谷開來公布她海外脫產的行為、王立軍向薄熙來告發谷開來參與殺害海伍德而遭薄熙來解除重慶市公安局局長職務等消息，對《每日電訊報》透露至少有39名政商人士（包括大連實德失蹤的總經理徐明）因薄熙來關係而遭拘押。
美國之音在2012年4月21日以專題《新聞人物：爆料者、「紅人」王康》報導王康。

## 重要觀點
2013年9月，王康表示，中國抗日戰爭勝利的主要功勞在中國國民黨，這在中國大陸已是大家默認的事實。
2013年10月，王康認為當前中國有兩條路的可能性；一個是向民主憲政轉型，一個是向帝國轉型。中國完全具備建立一個大帝國各方面的條件：幅員遼闊，人口眾多，工業系統強大，官僚體系強大，反覆被強化的民粹主義，以及國家主義的意識形態。

## 逝世和纪念
2015年王康来到美国，翌年被诊断出晚期前列腺癌，2020年5月受洗成為基督徒，美国东部时间2020年5月27日清晨4点20分于弗吉尼亚州逝世。
王康逝世后，王康的亲友们成立了王康先生治丧委员会。陈奎德、陳破空、胡平、廖天琪、莫之許、夏業良、徐文立、楊建利、張伯笠、郑义、周孝正等诸多海外知名华人学者和民运人士担任治丧委员会委员。